# آنزو ناگای
آنزو ناگای (انگلیسی: Anzu Nagai؛ زادهٔ ۱۹ سپتامبر ۱۹۹۲) بازیگر، صداپیشه، و بازیگر خردسال اهل ژاپن است.